# 612. п. н. е.

## Догађаји
- разорен је Нимруд